# Vörösbegyű fűpapagáj
A vörösbegyű fűpapagáj (Neophema splendida), korábban fénypapagáj vagy vörösbegyű papagáj, a madarak osztályának papagájalakúak (Psittaciformes) rendjébe és a szakállaspapagáj-félék (Psittaculidae) családjába tartozó faj.

## Rendszerezése
A fajt John Gould angol ornitológus írta le 1841-ben, az Euphema nembe Euphema splendida néven.

## Előfordulása
Ausztrália területén honos. Természetes élőhelyei a szubtrópusi és trópusi száraz erdők és cserjések. Nomád faj.

## Megjelenése
Testhossza 19 centiméter, testtömege 36-44 gramm.  Egyike a legszínpompásabb papagájoknak. A hím feje és nyakának alsó felülete mély kobaltkék, a háta zöld, a hasa sárga, a begye skarlátvörös. Szárnyfedői kékek, a kézevezők feketések, a belső karevezők zöldek, a farka sötétzöld. Írisze barna, csőre, lába feketés. A tojó fejének oldala és a szárnyfedők világoskékek, a begyfolt hiányzik. A fiatalok a tojóra hasonlítanak, de a hímeken több a kék, és a vörös begyfolt kialakulása is már észrevehető. A teljes kiszínesedés 15 hónapos korban válik teljessé.
|  |  |

## Szaporodása
Fészekalja 3-6 tojásból áll, melyen 18-19 napig kotlik, fészkelési ideje 28–30 nap. Évente kétszer is költhet.
|  |

## Természetvédelmi helyzete
Az elterjedési területe rendkívül nagy, egyedszáma pedig stabil. A Természetvédelmi Világszövetség Vörös listáján nem fenyegetett fajként szerepel.